# Tras la pista de la pantera rosa
Trail of the Pink Panther (en Argentina, La pista de la pantera rosa; en España, Tras la pista de la pantera rosa) es una película britanoestadounidense de 1982 dirigido por Blake Edwards, y es la séptima de la serie. 
Trail of the Pink Panther fue interpretada por David Niven, Herbert Lom, Joanna Lumley, Capucine y Richard Mulligan. Peter Sellers aparece en escenas que son metrajes de archivo.
Aunque se pretendió que fuera una especie de homenaje póstumo al fallecido actor Peter Sellers, la película resultó ser un verdadero fracaso comercial, en alguna medida motivado por su argumento flojo y recortado, en el que se hacía evidente el reciclaje de las escenas en las que aparecía sin ninguna conexión entre sí.
La posterior película La maldición de la pantera rosa fue filmada simultáneamente y se estrenó solo un año después, con resultados muy similares.

## Argumento
El diamante de La pantera rosa es nuevamente robado desde su lugar en Lugash. Las autoridades deciden llamar nuevamente al inspector Clouseau (Peter Sellers) desde Francia. El inspector se embarca en un avión que desaparece en el trayecto. 
Una famosa reportera de televisión Marie Jouvet (Joanna Lumley) es encomendada para investigar el caso y entrevistar a todos aquellos que tengan relación con el inspector Clouseau. Así entrevista al inspector jefe Charles Dreyfus (Herbert Lom), a sir Charles Lytton (David Niven) y lady Simone Lytton (Capucine) exesposa de Clouseau, al ayudante Hercule Lajoie (Graham Stark) y al mayordomo Cato Fong (Burt Kwouk), que le cuentan de sus vivencias con el desaparecido inspector. 
Un rufián llamado Bruno Langlois (Robert Loggia) no desea que el inspector sea encontrado y decide raptar a Marie, pero ella escapa y continúa su investigación, encontrando al padre del inspector Clouseau (Richard Mulligan), que le dará una visión de la vida del inspector desde su niñez. Marie continuará su investigación sin encontrar al famoso inspector.

## Comentarios
Cuando se rodó esta película, Peter Sellers ya había fallecido en 1980, por lo que las escenas en que aparece el inspector Clouseau son metraje de archivo (escenas cortadas descartadas de las películas anteriores).
Otros actores cuyas apariciones son metraje de archivo son Claudia Cardinale, Robert Wagner, Leonard Rossiter, Liz Smith, Danny Schiller y Dudley Sutton. 
La película, al final, queda abierta para dar pie a una continuación,  Curse of the Pink Panther del año siguiente (1983).
El metraje de archivo corresponde a los filmes:
- The Pink Panther (1963) - La Pantera Rosa
- A Shot in the Dark (1964)
- The Return of the Pink Panther (1975) - El regreso de la Pantera Rosa
- The Pink Panther Strikes Again (1976) - La Pantera Rosa ataca de nuevo
- Revenge of the Pink Panther (1978) - La venganza de la Pantera Rosa